# ジェイアール東日本企画
株式会社ジェイアール東日本企画（ジェイアールひがしにほんきかく、英: JR East Marketing & Communications,Inc.、略称：jeki）は、日本の東京都渋谷区恵比寿南に本社を置く総合広告代理店。東日本旅客鉄道（JR東日本）の完全子会社である。

## 概要
東日本旅客鉄道（JR東日本）の戦略子会社第一号として発足。JR東日本グループの中核企業の一社である。
一般的には、JR東日本グループのハウスエージェンシーおよびJR東日本の交通媒体を管理する媒体社として認知されているが、近年は、一般企業を中心とした広告会社としての部門が成長しており、コンテンツビジネスや、地方創生を手掛けるソーシャルビジネスが売上を牽引している。また、移動者マーケティングや一万人調査、Suicaビッグデータを活用したマーケティングビジネスにも取り組んでおり、日本の総合広告業界において、電通、博報堂、ADK、東急エージェンシーに続く第5位の規模となっている。（2022年3月時点）
近年、新型コロナウイルスの影響による緊急事態宣言や、在宅勤務などの生活スタイルやコミュニケーションの変化によるダメージで、売上高や利益は大幅に減少している模様。今後のビジネスモデルの変化や社会変化への対応が急務であり、その動向が注目されている。
【売上高（純利益）】
- 2022年431億円（-14億円）
- 2021年886億円（-3億円）
- 2020年1208億円（21億円）
- 2019年1190億円（21億円）

クリエイティブは、JR SKISKI、大人の休日倶楽部などの作品を手がけ、TCC賞を受賞するなどしている。
交通媒体は、「トレインチャンネル」「J・ADビジョン」を代表とするデジタルサイネージの普及、新型山手線など、様々なメディアを開発し、新しいコミュニケーションを創出している。
このような多様なビジネス展開と、業界での成長を受けて、新卒採用での人気企業ランキングにおいても毎年上位に名を連ねている。
このほかにも、ゆりかもめ・りんかい線・つくばエクスプレスなど、他私鉄事業者の媒体管理も請け負っている。駅ビル、構内・店舗などの開発も行う。
テレビ東京の火曜日18:30～19:00の放送枠を代理店として扱っていたため、放送開始時よりアニメ『ポケットモンスター』製作に参加、任天堂など5社と共にアニメの原作権を持った。JR東日本とのタイアップ企画であるポケモンスタンプラリーや第一屋製パンが販売しているポケモンパン、日本マクドナルドが販売しているハッピーセットのポケモン玩具などの企画運営も行なっている。
近年では、『神さまの言うとおり』や『ストロボ・エッジ』、『進撃の巨人 ATTACK ON TITAN』、『君の名は。』などの話題作をはじめ、多数の映画製作にも関わっているほか、『新幹線変形ロボ シンカリオン』、『とれたんず』など、鉄道プロパティを活用したキャラクターを送り出している。
略称としては、広告業界内での略称である「J企（ジェイキ）」をもじり、「駅（えき）」にも通じる「jeki（ジェーキ）」を使用している。かつては「JR KIKAKU」の表記であり、2016年現在でもポケットモンスターのコピーライト表記には「JR Kikaku」を用いている。

## 沿革
- 1988年（昭和63年）
  - 5月9日 - 東日本旅客鉄道の子会社第1号として、 株式会社ジェイアール東日本企画発足[3]。
  - 11月1日 - 東日本アド・サービスと弘済広告社の2社を合併[3]。
- 1989年（平成元年）
  - 4月10日 - 本社を弘済会館ビル（千代田区麹町5-1）に移転。
  - 8月1日 - 東京メディア・サービスから交通媒体管理業務を移管。
- 1993年（平成5年）3月8日 - 本社を麹町クリスタルシティビル（千代田区麹町4-8）に移転。
- 1994年（平成6年）3月1日 - 子会社第1号として、コンピュートニュース（現・ジェイ・アドクルー）を子会社化。
- 1997年（平成9年）10月1日 - 本社をJR恵比寿ビル（現在地）に移転。
- 2004年（平成16年）
  - 3月26日 - 子会社第2号として、時刻表情報サービス（現：JR東日本アイステイションズ）を子会社化。
  - 12月1日 - 東京メディア・サービスから、交通広告媒体設備を譲受。
- 2006年（平成18年）4月27日 - ISMS及びBS7799認証取得。
- 2007年（平成19年）2月 - 2006年の主要広告代理業売上ランキング第6位。
- 2008年（平成20年）8月21日 -  JIS Q 14001：2004/ISO 14001：2004認証取得。
- 2013年（平成25年）2月 - 2012年の主要広告代理業売上ランキング第5位。
- 2016年（平成28年）4月13日 -  子会社として、株式会社jekiインタラクティブ・コミュニケーションズ設立。

## 事業

### メディア
ライセンス管理の作品を含む。

#### テレビ
主にテレビ東京やTBS系列（静岡放送・毎日放送含む）のアニメに関わることが多い。
- モジャ公（テレビ東京）
- ポケットモンスター（テレビ東京）
- ゾイド -ZOIDS-（毎日放送）
- ウルトラマンコスモス（毎日放送）
- ぜんまいざむらい（NHK）
- ワケありバンジー（ワケありバンジー製作委員会）
- 直球表題ロボットアニメ（こういうときどういう顔していいのか分からな委員会）
- パンパカパンツ（静岡放送）
- ハッピージョージ（AT-X）
- おまかせ!みらくるキャット団（NHK）
- 怪獣酒場 カンパーイ!（怪獣酒場 カンパーイ！製作委員会）
- ワンパンマン（ヒーロー協会本部）（アサツーディ・ケイと共同）
- 12歳。〜ちっちゃなムネのトキメキ〜（AT-X）
- あにめのめ
  - 甘々と稲妻（「甘々と稲妻」製作委員会）
  - TRICKSTER -江戸川乱歩「少年探偵団」より-
- 新幹線変形ロボ シンカリオン（新幹線超進化研究所、TBSテレビ）
- ぐらんぶる（ぐらんぶる製作委員会、毎日放送）
- かぐや様は告らせたい〜天才たちの恋愛頭脳戦〜（かぐや様は告らせたい製作委員会、毎日放送）
- たとえばラストダンジョン前の村の少年が序盤の街で暮らすような物語（ラスダン製作委員会）
- プリマドール　（プリマドール製作委員会）
- 転生したら剣でした（転剣製作委員会）
- 戦隊大失格（「戦隊大失格」製作委員会）
- 夜桜さんちの大作戦 （夜桜さんちの大作戦製作委員会）
- ブルーアーカイブ The Animation（アビドス商店街）
- ウィッチウォッチ（ウィッチウォッチ製作委員会）
- Summer Pockets （鳥白島観光協会）

#### 映画製作
- ポケットモンスターシリーズ（1998年 - ）
- ジュブナイル（2000年）
- ウルトラマンコスモス THE FIRST CONTACT（2001年）
- 劇場版 どうぶつの森（2006年）
- 釣りキチ三平（2009年）
- レイトン教授と永遠の歌姫（2009年）
- ダーリンは外国人（2010年）
- イナズマイレブンシリーズ（2010 - 2012年）
  - 劇場版イナズマイレブン 最強軍団オーガ襲来（2010年）
  - 劇場版イナズマイレブンGO 究極の絆 グリフォン（2011年）
  - 劇場版イナズマイレブンGO vs ダンボール戦機W（2012年）
- 奇跡（2011年）
- RAILWAYS 愛を伝えられない大人たちへ（2011年）
- のぼうの城（2012年）
- ももへの手紙（2012年）
- 天地明察（2012年）
- プラチナデータ（2013年）
- 藁の楯（2013年）
- 奇跡のリンゴ（2013年）
- すべては君に逢えたから（2013年）
- 四十九日のレシピ（2013年）
- 黒執事（2014年）
- 白ゆき姫殺人事件（2014年）
- MONSTERZ モンスターズ（2014年）
- ルパン三世（2014年）
- ふしぎな岬の物語（2014年）
- 神さまの言うとおり（2014年）
- アオハライド（2014年）
- 妖怪ウォッチシリーズ（2014年 - ）
- ストロボ・エッジ（2015年）
- 予告犯（2015年）
- 進撃の巨人 ATTACK ON TITAN（2015年）
- バクマン。（2015年）
- 劇場版 MOZU（2015年）
- ちはやふる（2016年）
- アイアムアヒーロー（2016年）
- 青空エール（2016年）
- 君の名は。（2016年）
- planetarian 〜星の人〜（2016年）
- 真田十勇士（2016年）
- 22年目の告白 -私が殺人犯です-（2017年）
- 打ち上げ花火、下から見るか? 横から見るか?（2017年）
- 亜人（2017年）
- 火花（2017年）
- 恋は雨上がりのように（2018年）
- センセイ君主（2018年）
- フォルトゥナの瞳（2019年）
- 天気の子（2019年）
- 劇場版 新幹線変形ロボ シンカリオン 未来からきた神速のALFA-X（2019年）
- アニメーション映画 思い、思われ、ふり、ふられ（2020年）
- 花束みたいな恋をした（2021年）
- すずめの戸締まり （2022年）
- ゴールデンカムイ (2024年)
- きみの色（2024年）
- ファーストキス 1ST KISS（2025年）
- 片思い世界（2025年）

### jeki企画コンペティション
大学生を対象とした「jeki企画コンペティション」を開催している。毎年、モバイルSuicaやトレインチャンネルなどJR東日本所有のメディアをテーマとして掲げている。通常の学生向けの企画コンペとは違い、実施を前提としている。人材開発部が中心となっており、インターンシップのような役割も果たしている。就職活動の一環として取り組む学生も多い。
2006年
- 第1位: モバオとイル子の大学物語（チームMan-O）
- 第2位: モバイルSuicaCollege（「MSC実行委員会」）
- 第3位: 就職活動生から広がるモバイルSuicaの輪（「チームI&S」）
- 第4位: モバイルSuicaでデキる男（「チームS.K.Y」）

2007年
- 最優秀賞: MyPi（「いるかさんチーム」慶應義塾大学）
- 優秀賞: ご当地ペンギン大作戦（「GPP推進委員会」早稲田大学）、モバイルSuicaで駅ササイズ（「チームはしも」早稲田大学）

2008年
- 最優秀賞: 魁!メタボ塾　エクササイズで脂肪を燃やせ！（「GO! BANANA DIET!!!!」千葉大学大学院）
- 優秀賞: トレイン大喜利（「チームどみんご」一橋大学）、トレイン大学～ウオッチ＆ゴー（「ハリセンボン☆」早稲田大学）

### その他
- 大阪市営地下鉄の民営化新会社（「Osaka Metro」）のロゴデザイン等を作成。

## 関連人物
- 柳ヶ瀬裕文 - 参議院議員。